# Encymon cyanipennis
Encymon cyanipennis es una especie de coleóptero de la familia Endomychidae.

## Distribución geográfica
Habita en Taiwán, Luzón y Mindanao.